# János Hrotkó
János Szabai Hrotkó (Gérce, 30 marzo 1922 – Évora, 23 marzo 2005) è stato un calciatore e allenatore di calcio ungherese, di ruolo attaccante.

## Carriera

### Giocatore
La famiglia, emigrata in Ungheria, spedì immediatamente una lettera alla MTK Budapest, che, dopo pochi anni confermò. Così nel 1946 si recò all'estero, dove avrebbe poi giocato in Italia per quattro anni, per il Bari e Pro Sesto. Dal 1950 fino al 1952, ha giocato nella Real Saragozza, per poi concludere la sua carriera in Portogallo.

### Club
Vanta 70 presenze e 6 reti in Serie A con il Bari, dove ha giocato 3 anni.

### Allenatore
Trasferitosi in Portogallo, iniziò lì la carriera di allenatore, trasferendosi da un club all'altro.

## Morte
Jànos morì di vecchiaia nell'Ospedale di Évora, alle 20:40. Il suo corpo è stato cremato a Ferreira do Alentejo, nel Distretto di Beja

## Palmarès

### Giocatore

#### Competizioni nazionali
- Campionato portoghese: 1

Sporting: 1953-1954
- Coppa di Portogallo: 1

Sporting: 1953-1954